# حدبة آل جويمع (القطن)
'

تعديل مصدري - تعديل

حدبة ال جويمع هي إحدى قرى عزلة القطن بمديرية القطن التابعة لمحافظة حضرموت، بلغ تعداد سكانها 133 نسمة حسب تعداد اليمن لعام 2004.